# Andreu Bosch (football, 1931)
 (septembre 2014).
Si vous disposez d'ouvrages ou d'articles de référence ou si vous connaissez des sites web de qualité traitant du thème abordé ici, merci de compléter l'article en donnant les références utiles à sa vérifiabilité et en les liant à la section « Notes et références ».
Pour les articles homonymes, voir Andreu Bosch et Bosch.
Andreu Bosch Pujol, né le 22 février 1931 à Barcelone (Catalogne, Espagne) et mort le 17 décembre 2004 à Mollet del Vallès, est un footballeur international espagnol des années 1950 et 1960 qui jouait au poste de milieu de terrain. Son père Andreu Bosch Girona est également footballeur au FC Barcelone.

## Biographie

### Clubs
Andreu Bosch Pujol naît à Barcelone dans le quartier de Poble Nou. Son père Andreu Bosch Girona est un footballeur qui avec le FC Barcelone a remporté le premier championnat d'Espagne de l'histoire en 1929.
Andreu Bosch débute au FC Barcelone lors de la saison 1951-1952 en provenance de l'équipe filiale du Barça qui à cette époque est l'España Industrial. Entre 1951 et 1958, il joue 221 matchs et marque 22 buts. Il débute le 30 décembre 1951 lors d'une victoire 2 à 0 face à l'Espanyol de Barcelone. En championnat, il joue 147 matchs et marque 17 buts. Il gagne deux championnats d'Espagne (1952 et 1953), trois Coupes d'Espagne, une Coupe Latine en 1952 (il joue la finale), une Coupe des villes de foire et deux Coupes Eva Duarte.
Il joue ensuite au Real Betis pendant sept saisons, puis avec l'Elche CF et l'UE Sants.

### Équipe nationale
Il joue six fois avec l'équipe d'Espagne entre 1953 et 1955.

## Palmarès
Avec le FC Barcelone :
- Champion d'Espagne en 1952 et 1953
- Vainqueur de la Coupe d'Espagne en 1952, 1953 et 1957
- Vainqueur de la Coupe des villes de foires en 1958
- Vainqueur de la Coupe Latine en 1952
- Vainqueur de la Coupe Eva Duarte en 1952 et 1953